# Gaston Tong Sang
Gaston Tong Sang (ur. 7 lipca 1949 na Bora-Bora) – prezydent Polinezji Francuskiej w latach 2006–2007 oraz od 15 kwietnia 2008 do 12 lutego 2009 i ponownie od 24 listopada 2009 do 1 kwietnia 2011, burmistrz Bora-Bora.

## Kariera polityczna
Tong Sang należy do konserwatywnej partii Tāhōʻēraʻa Huiraʻatira, która opowiada się tylko za autonomią, a nie niepodległością terytorium.
W wyborach parlamentarnych do Zgromadzenia Polinezji Francuskiej w maju 2004 i marcu 2005 (wybory uzupełniające) konserwatyści zdobyli 27 mandatów. Ich główny rywal, postępowa i proniepodległościowa partia Tāvini Huiraʻatira 27 mandatów. Między ugrupowaniami i ich liderami dochodziło często do konfliktów, czego rezultatem były kolejne próby obalania rządów.
W wyniku przegranego wotum nieufności do dymisji musiał podać się gabinet Oscara Temaru, a prezydentem Polinezji Francuskiej w grudniu 2006 został Gaston Tong Sang. 18 stycznia 2007 rząd Tong Sanga przetrwał głosowanie nad wnioskiem o wotum nieufności.

### Kryzys polityczny 2007 i upadek rządu
W lipcu 2007 Gaston Tong Sang został ostro skrytykowany przez byłego polinezyjskiego prezydenta Gastona Flosse. Flosse, również należący do tej samej partii, zarzucił mu zbytnią uległość wobec mniejszych partii koalicyjnych i w rezultacie ignorowanie potrzeb własnej formacji.
Flosse nawiązał taktyczne porozumienie z liderem opozycji Oscarem Temaru, który skierował do parlamentu wniosek o wotum nieufności wobec gabinetu Tong Sanga. Przeciwko Tong Sangowi opowiedziała się także część partii Tāhōʻēraʻa Huiraʻatira i wezwała go do samodzielnej rezygnacji ze stanowiska.
Wskutek odmowy ze strony prezydenta, 31 sierpnia 2007 parlament większością głosów przegłosował wotum nieufności wobec gabinetu Tong Sanga. 14 września 2007 parlament wybrał na nowego szefa rządu Oscara Temaru.
Gabinet Gastona Tong Sanga był trzecim rządem w ciągu ostatnich trzech lat w Polinezji Francuskiej, który upadł na skutek przegłosowaniu przeciw niemu wniosku o wotum nieufności.

### Prezydent 2008-2009
15 kwietnia 2008 parlament Polinezji Francuskiej większością głosów uchwalił wotum nieufności wobec gabinetu Gastona Flosse i powołał na jego następcę Gastona Tong Sanga. 8 lutego 2009 Tong Sang zrezygnował z urzędu prezydenta Polinezji Francuskiej, by uniknąć konstruktywnego wotum nieufności przeciw jego rządowi, zapowiedzianego przez opozycję. 12 lutego 2009 parlament nowym szefem rządu wybrał Oscara Temaru. W wyborach wziął udział również Tong Sang, jednak w drugiej rundzie głosowania przegrał z Temaru stosunkiem głosów 20 do 37.

### Prezydent 2009-
24 listopada 2009 parlament uchwalił konstruktywne wotum nieufności wobec rządu Oscara Temaru, powołując jednocześnie na stanowisko nowego szefa rząd Gastona Tong Sanga. Wniosek ten uzyskał poparcie 29 z 57 deputowanych.